# Сильвіо Гезель
Йохан Сильвіо Гезель (нім. Johann Silvio Gesell; 17 березня 1862, Санкт-Віт, зараз в Бельгії — 11 березня 1930, Оранієнбург, Німеччина) — німецький економіст, підприємець, автор вчення про «вільну економіку» (від нім. Freiwirtschaft).

## Біографія

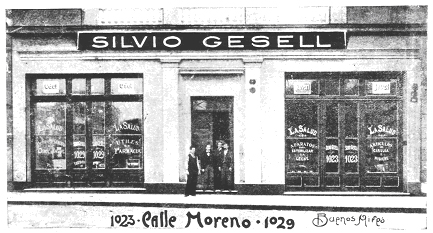
Торговий дім Гезеля («Casa Gesell») в Буенос-Айресі

Сильвіо Гезель народився 17 березня 1862 року в окрузі Еупен-Мальмедю в Айфелі, де зіткнулися німецька і французька культури. В його багатодітній сім'ї (він був сьомою дитиною з дев'яти) спілкувалися обома мовами. Тому німецько-французька війна викликала в родині хлопця бажання примирення між обома країнами.
Релігійні розбіжності між його матір'ю-католичкою і батьком-протестантом призвели до того, що хлопець відмовився від віросповідань і відкрився для розумових течій: французького роз'яснення філософських думок Штірнера, Ніцше та еволюційних теорій Дарвіна і Хайкеля.
В Берліні Гезель навчався спочатку на роботі обох своїх братів Пауля і Романа, на торгового агента, і після кількох зупинок в Малазі (Іспанія) і Німеччині, поїхав врешті в Аргентину, щоб відкрити свою справу стоматологічного та інших медичних профілів у Буенос-Айресі. Тамтешня економічна криза змусила його задуматися про причини інфляції та дефляції, про несправедливий перерозподіл і безробіття. Гезель бачив причину в здатності накопичення грошей; призначення грошей як засобу обміну та кредитування, що гальмується процентною платою, або взагалі тимчасово припиняється.
І те і друге негативно впливає на економіку і суспільство: в той час, коли проценти і складні проценти призводять до несправедливого розподілу грошових та виробничих ресурсів, час від часу грошове накопичення викликає порушення обігу грошей і призводить до безробіття. Крім того вони роблять неможливим керування грошовими масами, в результаті ми маємо коливання купівельної здатності грошей.
Щоб уникнути цих негативних особливостей і забезпечити вільний від спекуляції обіг грошей, Гезель запропонував впровадити гроші, які не можна накопичувати, «гроші, які іржавіють».
Внаслідок цього очікується повна зайнятість, стабільність цін і більш справедливий розподіл доходів і майна.
Гезель виклав свою теорію грошової реформи в чисельних книгах і статтях, які з'являлися з 1891 року німецькою та іспанською мовами. Проведена в 1898 р. банківська реформа в Аргентині звертається до його пропозицій.
На рубежі сторіч Гезель почав займатися концепцією земельної реформи північноамериканського соціального реформатора Генрі Джорджа. Гезель пов'язав думку про рівноправність людей щодо землі, як непродажне майно, з його власною думкою про теорію грошової реформи і земельної реформи.
Після тривалішого перебування у Швейцарії він жив з 1906 по 1911 знову в Аргентині і розробляв свої думки щодо справедливого міжнародного валютного порядку, як захист від монополій, так і від мит за вільну світову торгівлю.
Гезель також займався думкою, яка забезпечила б мир в усьому світі. Тут ідеться про корисні копалини, вони не повинні належати фірмам і державам. Замість цього ними повинна керувати, як загальною власністю людства, міжнародна установа. Піднята для приватного використання ціна повинна була надходити в міжнародну установу і використовуватися для лісовідновлення та для інших екологічних заходів. А суспільні прибутки з приватного використання земельних ділянок повинні були іти на підтримку матерів та дітей.
Сильвіо Гезель в 1916 зібрав свої думки у свою основну працю «Природний економічний порядок через вільну землю і вільні гроші». Під час Першої світової війни вона з'явилася вперше в Берліні та у Швейцарії.
З ініціативи Ернста Нікаша та Густава Ландауера Сильвіо Геззель брав участь у квітні 1919, як народо-уповноважений з фінансів у першій Баварській Радянській Республіці. Після її падіння він тимчасово був ув'язнений за звинуваченням у державній зраді, згодом його виправдали. Але, тим не менш, Швейцарія відмовила йому в поверненні.
Потім Гезель в 1920 році відпочивав неподалік Потсдама і розвивав далі свою модель «ринкової економіки без капіталізму».
Тодішні політичні та громадські діячі шукали альтернативу, як капіталізму, так і марксизму, і Гезель був цією альтернативою. Він розширював грошо-реформаторські думки земельно-правовою реформою.
В 1920 році востаннє доробив «Природну економіку», написав чисельні брошури і статті з зауваженнями до поточних подій.
Розробив проект програми для «Міжнародної асоціації валюти», яка мала створювати передумови для вільної і справедливої світової торгівлі, та забезпечити мир в усьому світі.
В 1921 році вдосконалює земельну реформу (ідею), пропонує оголосити усі корисні копалини власністю світового співтовариства, і всі хто використовує ці копалини, повинні платити світовому співтовариству.
На 1924 рік припадає початок останнього півторарічного перебування в Аргентині.
В 1926 році їде в Трансільванію (Румунію) для вивчення впливу аграрної реформи.
В1927 році написав пізній твір «скорочена держава» з суперечливими думками, з одного боку виступив за роздержавлення релігії та церкви, освіти та культури, а з іншого боку за роздержавлення правознавства.
Востаннє переселився в Еден-Ораніенбург і підготував англійську версію «Природної економіки».
В 1929 році після біржового краху на «Чорну п'ятницю», вимагає реформувати структуру грошового господарства, а не шукати винних серед людей.
В 1930 році помер внаслідок запалення легень 11 березня в Едені-Ораніенбурзі.

## Основні ідеї
Під «природним економічним порядком» Гезель розуміє такий порядок, в якому люди конкурують між собою на рівних, тими засобами, які їм дала сама природа, без жодних привілеїв. Тобто, всі повинні мати рівні можливості в конкурентній боротьбі, а привілеї — це зло, яке завжди фальсифікує результати справжньої конкуренції. Саме на це спрямовані дві фундаментальні реформи, які запропонував Сильвіо Гезель: вільна земля та вільні гроші.
Вільна земля — це суспільна власність на землю, в якій знищено дохід від ренти.
Вільні гроші — це суспільна власність на гроші, коли знищено дохід від лихварства. Про шкідливий вплив кредитних відсотків на ринкову економіку писало багато вчених. Гезель запропонував механізм, який на його думку, направлений на знищення кредитних відсотків. Щоб гроші були дієвішими потрібно зробити їх такими ж недовговічними, як і товари. Тобто кожна банкнота повинна з часом поступово втрачати свою ціну. Для цього Гезель пропонував зобов'язати поточних власників грошей періодично клеїти на банкноти додаткові спеціальні марки, без яких банкнота стає недійсною.
У 30-х роках XX сторіччя послідовники теорії Гезеля (теорії вільної економіки) провели з безпроцентними грішми кілька експериментів. В Австрії, Франції, Німеччині, Іспанії, Швейцарії й США були спроби впровадити вільні гроші для усунення безробіття. Найуспішнішим виявився експеримент в австрійському місті Вьоргль, який ініціював бургомістр Міхаель Унтергугенбергер.
Сьогодні існує багато послідовників Гезеля, таких як Маргріт Кеннеді, Крістіан Геллері, Ізабелла Вайс та інші. Вони поширюють його ідею вільних грошей, пишуть книги, статті, і навіть намагаються практично реалізувати ідею, впроваджують вільні гроші. З 2001 року в деяких містах Німеччині почали з'являтися «вільні гроші» у вигляді регіональних валют.

## Основні твори
- «Монетарна реформа, як шлях до соціальної країни» (нім. Die Reformation des Münzwesens als Brücke zum sozialen Staat, 1891);
- «Природний економічний порядок через вільну землю і вільні гроші» (нім. Die natürliche Wirtschaftsordnung durch Freiland und Freigeld, 1916) — в англійському перекладі книга відома під назвою «Природний економічний порядок» (англ. The Natural Economic Order).